# Gle Kayujatue
Gle Kayujatue är en kulle i Indonesien.   Den ligger i provinsen Aceh, i den västra delen av landet, 1 700 km nordväst om huvudstaden Jakarta. Toppen på Gle Kayujatue är 99 meter över havet.
Terrängen runt Gle Kayujatue är platt åt nordväst, men åt sydost är den kuperad. Havet är nära Gle Kayujatue åt nordost.  Trakten runt Gle Kayujatue är nära nog obefolkad, med mindre än två invånare per kvadratkilometer. Närmaste större samhälle är Reuleuet, 19,4 km öster om Gle Kayujatue. I omgivningarna runt Gle Kayujatue växer i huvudsak städsegrön lövskog.